# Canthidium dispar
Canthidium dispar är en skalbaggsart som beskrevs av Edgar von Harold 1867. Canthidium dispar ingår i släktet Canthidium och familjen bladhorningar. Inga underarter finns listade.